# Ettendorf
Ettendorf es una localidad y  comuna francesa situada en el departamento de Bajo Rin, en la región de Alsacia. Tiene una población de 700 habitantes (según censo de 1999) y una densidad de 110 h/km².

## Demografía
| 665 | 666 | 635 | 606 | 674 | 700 |
| Para los censos de 1962 a 1999 la población legal corresponde a la población sin duplicidades (Fuente: INSEE [Consultar]) |     |     |     |     |     |

## Patrimonio
- Iglesia en estilo neo-clásico de 1895.
- Gran cruz del cementerio, construida en 1762, declarada monumento histórico en 1937.
- Cementerio israelita, declarado monumento histórico en 1995.